# Eurosia Fabris Barban
Eurosia Fabris Barban (Quinto Vicentino, 27 settembre 1866 – Marola, 8 gennaio 1932) è stata una madre di famiglia italiana, proclamata beata dalla Chiesa cattolica il 6 novembre 2005 nella Cattedrale di Vicenza, sotto il pontificato di Benedetto XVI.
Conosciuta anche con il nome di Mamma Rosa, è venerata come modello di santità nella vita quotidiana di una famiglia cattolica. Il 14 maggio 2017 è stata proclamata patrona dei Terziari francescani del Veneto.

## Biografia
Eurosia nacque a Quinto Vicentino il 27 settembre 1866; in casa tutti la chiamavano Rosina. I genitori, premurosi nel fornirle un'educazione religiosa, la fecero battezzare tre giorni dopo la nascita. Nel 1870 la famiglia si trasferì nel vicino paese di Marola. Qui Rosina trascorrerà tutta la sua vita. Nel paese esisteva una scuola, un vero lusso a quei tempi. Rosina riuscì a frequentare le prime due classi. Una grande fortuna, se si pensa che allora, in Italia l'analfabetismo femminile toccava il 75,7%.
Fin da piccola, era davvero attratta dalla lettura. I fratelli dicevano che passava diverse ore a leggere, soprattutto la Storia Sacra.
La casa della famiglia Barban, vicino a quella dei Fabris, fu colpita da un grave lutto: morì Stella Pierina Fattori, moglie di Carlo Barban, lasciando due figlie piccole al marito Carlo. Si chiese aiuto a Rosina per le faccende domestiche e la cura delle bambine. Per tre mesi lavorò in casa Barban, senza chiedere alcun compenso. A un dato momento, Carlo si fece avanti con una proposta di matrimonio. Rosina chiese tempo per pregare e conoscere la volontà di Dio, ma infine, divenne moglie di Carlo in quanto considerava tale gesto volontà divina, considerando il bisogno e l'esigenza delle due bambine. Rosina, mossa dalla fede e l'amore di Dio, prese la vita di famiglia come un dovere e una missione.
Rosa era disposta a ricevere anche figli propri, conosceva bene i principi che affermavano: “I figli sono il dono per eccellenza del matrimonio e contribuiscono grandemente al bene dei genitori”.
I primi due figli di mamma Rosa morirono in tenera età, ma trovato conforto nel Signore, infine ne ebbe altri sette, tre dei quali si consacrarono a Dio come sacerdoti. Nel periodo della prima guerra mondiale, ne adottò altri tre, mentre il loro padre era in guerra e la loro mamma, nipote di Rosa, morì poco prima.
L'apostolato di Rosa Fabris fu spicciolo: la sua testimonianza di vita cristiana ben vissuta, con la preghiera assidua e la parola detta nel momento opportuno.
Prima di sposarsi era come il punto di riferimento per i fratelli quando sorgevano discussioni e dissapori. Da ragazza quindicenne faceva catechismo.
Dopo sposata, visse il matrimonio come una missione: che i figli scoprissero ciascuno il piano di Dio sulla propria vita.
Fin da bambina, Rosina amava la preghiera; erano momenti di riflessione, di dialogo con il Signore che, a sua volta, le rispondeva e le faceva vedere certi aspetti concernenti la sua vita.
La sua preghiera era alimentata dalla lettura de La storia sacra, i fatti biblici erano la sua passione; studiava il Vangelo, leggeva anche libri di pietà propri del suo tempo: le Massime Eterne, la Filotea ma soprattutto il Catechismo.
Difendeva i valori Cristiani che proponeva continuamente ai suoi figli e a tutte le persone che avvicinava. «L'indomani, appena svegliati, racconta la figlia Italia, voleva che ringraziassimo il Signore per la buona notte passata, come lo pregassimo per il buon giorno che s'apriva; e alla sera, lo stesso prima di coricarci, ma in ordine inverso».
La vita di mamma Rosa si svolse tutta tra le mura domestiche nell'esercizio delle virtù cristiane, vissute con impegno, come risposta all'amore di Dio. Visse la povertà come un dono. Eurosia riassumeva tutto nel servizio. Le testimonianze concordano nell'asserire che dormiva poco, mortificava il suo corpo per renderlo disponibile all'esercizio dell'amore di Dio. La fonte della sua attività era la preghiera. Approfittava dei momenti di silenzio per pregare. Le attività domestiche e quella del cucito erano accompagnate dalla meditazione. La prima preoccupazione di Rosa era la conversione dei peccatori; pregava e faceva pregare per loro. I poveri sapevano che a mezzogiorno avrebbero potuto usufruire di una scodella di minestra che Rosa preparava per loro. Qualsiasi occasione si presentasse per fare del bene, mamma Rosa non se la lasciava sfuggire. Ebbe una particolare cura per gli orfani. Scoppiata la guerra, non pochi uomini sposati e con figli furono chiamati alle armi. Nel circondario di Marola e Valproto non mancarono le vedove con numerosi figli, quasi abbandonate a se stesse. Mamma Rosa aiutava quando poteva, anche con sacrifici personali.
Il 31 maggio 1930 moriva il marito Carlo, dopo 45 anni di matrimonio. Da quel momento, Rosa si raccolse ancora di più nella preghiera. Confidò al figlio don Giuseppe che il Signore le aveva rivelato il giorno della morte, mancavano 19 mesi. Si preparò sempre più alla morte, intensificando la preghiera, il suo pensiero era sempre rivolto al paradiso. Nell'autunno del 1931 si manifestarono i primi dolori reumatici che invadevano le giunture delle mani e dei piedi; la predizione della sua morte si stava avverando. Il male progrediva estendendosi alle spalle e alle ginocchia fino a costringerla a letto. Non si lamentò dei dolori, anche se era palese che soffriva. I primi di gennaio del 1932 si manifestò una polmonite, il respiro si era fatto progressivamente affannoso, accompagnato da colpi di tosse sempre più frequenti. Spirò l'8 gennaio 1932; aveva conservato fino all'ultimo respiro l'uso dei sensi, sapeva di morire e moriva per amore.
Semplice la tomba nel cimitero di Marola, sulla quale frequentemente vengono deposti mazzi di fiori portati da molte persone come segno di riconoscenza. Subito incominciarono a manifestarsi le grazie ottenute da quelli che invocavano la sua intercessione, come pure qualche miracolo.

## Aspetti caratteristici della Beata Eurosia

### Donna
Eurosia Fabris, nasce a Quinto Vicentino il 27 settembre 1866 e dopo tre giorni fu battezzata. Nel 1870 la famiglia si trasferisce nel vicino paese di Marola, dove Rosina trascorrerà tutta la sua vita e grazie alla sensibilità dei genitori, Rosina ebbe il privilegio di frequentare le prime due classi elementari, imparando a leggere e a scrivere.
La sua vita da giovane trascorse tra le mura domestiche, aiutando in tutto la mamma, nel lavoro dei campi e nella vita parrocchiale; quindicenne insegnava il catechismo alle bambine. Rosina amava che la casa fosse pulita e in ordine; si percepiva che si trattava di una povertà dignitosa; erano tempi di una forte crisi economica e sociale, ma Eurosia confidò sempre nell'aiuto di Dio.
Secondo numerose testimonianze Rosina era bella e simpatica, tanto da attirarle addosso tante domande di matrimonio.

### Sposa
La famiglia Barban, vicina a quella dei Fabris, fu colpita da un lutto: Stella Pierina, la giovane moglie di Carlo morì, lasciando in tenera età due bambine. Si chiese aiuto a Rosina Fabris che accettò volentieri, facendo da mamma alle due bambine.
Dopo tre mesi Carlo, giovane vedovo, le chiese di sposarlo. Rosina, seguendo il consiglio dei parenti e del parroco, accettò, soprattutto per poter accudire come una mamma le piccole orfane. Vide in questo matrimonio la volontà di Dio, cui tante volte aveva chiesto di manifestarsi.
Il 5 maggio 1886 Carlo e Rosa si sposarono nella chiesa di Marola.
Entrando nella famiglia Barban, Eurosia era cosciente che non andava a fare la 'signora' come si dice. Il marito Carlo, possedeva dei buoni e produttivi campi, ma il padre Angelo si era lasciato truffare lasciando il figlio in una pesante situazione debitoria. Rosa esortava alla fiducia il marito: "coraggio, Carlo, vedrete che il Signore ci aiuterà".
Interessante quanto dice il Concilio Vaticano II sul Matrimonio:
"Il bene della persona e della società umana e cristiana è connesso strettamente con una felice situazione della comunità coniugale (GS 47). La famiglia e il matrimonio sono strutturati sul modello dell'alleanza tra Dio e il suo popolo, tra Cristo e la sua chiesa (cfr.Ef. 5, 21-33). Il Signore si è degnato di sanare, perfezionare ed elevare questo amore con uno speciale dono di grazia e carità. Un tale amore, unendo assieme valori umani e divini, conduce gli sposi al libero e mutuo dono di se stessi, che si esprime mediante sentimenti e i gesti di tenerezza e pervade tutta quanta la vita dei coniugi.(GS 49)".

### Mamma
La giovane Eurosia il 5 maggio 1886 celebrò il matrimonio con Carlo Barban nella chiesa parrocchiale di Marola in Torri di Quartesolo (VI). Con il matrimonio Rosina divenne anche mamma. Mamma di due orfanelle, in seguito anche mamma di nove figli propri, così come le aveva preannunciato la Madonna apparendole nel Santuario di Monte Berico.
A loro si aggiunsero nel 1917 altri tre orfani di una nipote, Sabina, morta mentre il marito era al fronte nella prima guerra mondiale. Rosa era molto generosa, faceva da balia spesso a bambini le cui madri non potevano allattarli. Accoglieva pastori o pellegrini di passaggio; una volta una donna partorì anche un bambino nella stalla e i coniugi Barban accolsero quella famiglia per tre giorni nella loro casa.
Ricchezza di vocazioni: della sua numerosa famiglia, tra figli suoi e adottati, due morirono in tenera età, sei scelsero la via del matrimonio, altri due scelsero il sacerdozio: don Giuseppe e don Secondo. Un altro, Angelo Matteo, fu francescano con il nome di padre Bernardino; Chiara Angela, la prima adottata, entrò fra le Suore della Misericorda di Verona; un altro morì seminarista e un altro fu francescano con il nome di frate Giorgio.

### Casalinga
Mamma Rosa aveva un animo incline alla bontà, alla tenerezza e alla compassione. Sul suo volto si vedeva costantemente un sorriso che destava simpatia e affetto. Rosina amava che la casa fosse pulita e in ordine, si percepiva che si trattava di una povertà dignitosa.
Ella visse nella semplicità, nella preghiera, nel lavoro e completò la sua formazione con la lettura di libri utili e studiando La storia sacra.
Crebbe nel clima cristiano della famiglia; si prefisse sempre la ricerca della volontà di Dio per il suo futuro.
Fu aiutata dalla natura nel raggiungimento della virtù, ma sicuramente e soprattutto dall'intimo, costante contatto con Dio che le consentì un totale controllo e padronanza su di sé.
Con il suo sentire fine e delicato, condivise le pene, le angustie, le necessità del prossimo. Benché si facesse tutta a tutti, la sua preferenza si volgeva a quattro categorie: i peccatori, i tribolati, gli ammalati, i poveri. Il tempo in cui visse Eurosia fu caratterizzato da una forte crisi economica, da tanta povertà, con l'emigrazione e con le conseguenze della guerra del 1915-1918; il denaro era scarso e le famiglie bisognose numerose e mamma Rosa faceva quello che poteva, non con i soldi che mancavano, ma con i prodotti dell'orto e del pollaio.

### Sarta
Rosa si era acquistata la fama di brava sarta, e confezionava bene gli abiti da sposa. Le sue allieve oscillavano tra le 8 e le 15 ragazze. Approfittava per insegnar loro, non solo il mestiere, ma anche la formazione cristiana in vista della famiglia che avrebbero formato in futuro. Non chiese mai un compenso per la scuola impartita.
Nel suo lavoro di sarta, non accettava di confezionare vestiti poco conformi alle norme della morale; con amabilità convinceva le clienti ad accettare modelli belli e modesti. Il suo parroco, Don Baschirotto, così definì l'attività di Rosa: "La vita di Rosa Barban fu tutta spesa per Dio e per la sua famiglia".

### Catechista
“Quando Rosina era poco più che quindicenne, le affidarono il compito di insegnare il catechismo alle fanciulle. Aveva un'arte speciale di ravvivare le aride formule del testo con delucidazioni, con esempi, con racconti, con ammonimenti e consigli, instillando in quei cuori puri l'amore di Gesù e di Maria, la fuga dal peccato e dai suoi pericoli, il buon contegno nella Casa di Dio. In questa scuola a lei così congeniale, durò per anni ed anni”.
I bambini e i ragazzi che l'ebbero catechista non dimenticarono mai la gioia che irradiava quando parlava della persona di Gesù, del suo amore alla Chiesa, la frequenza ai Sacramenti, la sua dedizione ai poveri, ad imitazione del Signore faceva del bene a tutti.
“Era la sua, una fede semplice ed operosa. Il suo cuore si dilatava quando sentiva parlare di Dio, della Santissima Trinità, di Gesù, della Madonna, dei Santi e del Paradiso e spesso diceva: ‘Ringraziamo il Signore di essere cristiani. È la più grande grazia di Dio”.
Il segreto di tutto, Eurosia lo trovò grazie ad una profonda devozione allo Spirito Santo. Rosa Fabris coltivò fin da bambina una profonda devozione allo Spirito Santo, il Consigliere, il Paraclito che illumina la mente dei fedeli. “Grandissima era la sua devozione allo Spirito Santo. Ogni giorno frequentemente l'invocava con le espressioni più tenere; perché – diceva – è proprio lo Spirito Santo che ci illumina, ci aiuta nelle tentazioni, ci dà la grazia di Gesù.”
Un'altra devozione che Rosina apprese dalla lettura del Vangelo e che alimentò con sempre maggiore consapevolezza è quella dell'eucaristia. Anche la Vergine santissima fu amata e pregata in modo speciale da Rosa Fabris, come affermano molti testimoni.
Anche questa devozione era fondata sul Vangelo perché Rosa aveva capito che Maria conduce a Gesù.
“La devozione alla Madonna era una nota caratteristica della sua vita spirituale. L'aveva succhiata con il latte materno e soprattutto l'aveva compreso nell'approfondire alcune pagine di Vangelo. Tra gli atti della sua pietà mariana al primo posto troviamo il S. Rosario. La sua devozione alla Vergine ebbe un altro stimolo potente nelle visite al Santuario della Madonna di Monte Berico che avrà una grande segno nella sua vita”.
Mamma Rosa fu grande catechista soprattutto nel campo della carità: alcuni testimoni affermano di averla sentita ripetere in diverse circostanze: “Gesù è venuto a noi per la via dell'amore; noi dobbiamo camminare nell'amore per giungere a lui”.
Nutrita dalla Parola di Dio, dall'eucaristia e sorretta dalla preghiera, Rosa visse una fede adulta. Dal 13 settembre 2009 è “Patrona della Catechesi”.

### Terziaria francescana
Nel 1916 venne istituita nella parrocchia di Marola una comunità del terzo Ordine francescano.
Eurosia Fabris e il figlio Sante Luigi furono tra i primi a iscriversi.
L'ordine francescano secolare (OFS) è una scuola di spiritualità: seguire Cristo, osservando il santo Vangelo, vivendo in povertà, obbedienza e castità.
San Francesco aveva adottato questo principio applicandolo in tre forme diverse: una scelta radicale per uomini consacrati totalmente a Dio, l'Ordine dei frati Minori; una scelta radicale per le donne che volevano consacrarsi totalmente a Dio nella contemplazione, le Clarisse; e il terz'Ordine francescano per chi voleva rimanere nel mondo, tra gli impegni quotidiani della vita, incluso il matrimonio.
Mamma Rosa si era messa alla scuola San Francesco di Assisi.

## Il ritratto della Beata
È stato eseguito dall'artista Giuseppe Antonio Lomuscio di Trani. Mamma Rosa è rappresentata ringiovanita, dato che l'artista ha ricostruito le fattezze giovanili della Beata che, secondo le testimonianze del tempo, era bella e simpatica.
Molti artisti si sono cimentati nella realizzazione di dipinti riguardanti la Beata Eurosia. Tra questi vi è Fra’ Danilo Galdarossa OFM Cap. che ha realizzato un'icona su pannello di legno di tiglio (cm 40x30) in tecnica bizantino-cretese. Gli smalti utilizzati sono quattro: bianco di titanio, nero d’ossa o di carbone, ocra giallo e ocra rossa o condrococchino), tutto a tratteggio, con linee continue riportante, in alto e per primo il nome, e in basso, e per secondo, il titolo di venerazione, secondo i canoni iconografici. Si intravedono le tre luci che illuminano il volto e le mani, senza prospettiva in rigoroso stile bizantino. Il nimbo è inciso sul gesso, ma non è «cerchiato» perché non è di una santa, bensì di una beata. Dopo un anno di lavoro, l’iconografo ha posto sulla tavola di tiglio una preziosa tela con percentuali di acqua di «colla di coniglio» in bagnomaria assieme ad una trentina di strati di «gesso di Bologna». Successivamente sono stati applicati vari strati di foglia d’oro a 24 carati sulla tela a tuorlo d’uovo apposta al legno in tiglio. Conviene ricordare che nella tradizione iconografica bizantino-cretese, la testa della Beata è, nell’icona, l’ottava parte del corpo della figura umana. Nella teologia orientale e nella spiritualità bizantina, poi, l’immagine-icona «Beata Eurosia» rende «viva», quasi in forma eucaristica, la Beata rappresentata. Anzi, non è l’osservatore che contempla l’icona, bensì è l’icona che «lo guarda». Per questo ogni icona va adorata e rimanda necessariamente, alla pari dell'eucaristia, all’unica vera «immagine/icona» di Dio Padre che è Gesù Cristo.

## Beatificazione
Il 3 febbraio 1975 si apre il processo informativo presso il Tribunale ecclesiastico di Padova.
Il 23 aprile 1977 si conclude il processo diocesano e tutto il materiale viene inviato a Roma alla Congregazione delle cause dei santi.
Il 7 luglio 2003 papa Giovanni Paolo II attribuisce a mamma Rosa il titolo di Venerabile. Il 22 giugno 2004 lo stesso Pontefice fa promulgare il decreto sull'autenticità di una guarigione miracolosa di una donna attribuita all'intercessione di mamma Rosa. Qualche mese dopo viene fissata la data della beatificazione: il 24 aprile 2005. Tutto rimane fermo per la morte di Giovanni Paolo II e il nuovo pontefice, Benedetto XVI, stabilisce che la beatificazione abbia luogo a Vicenza, diocesi di nascita e di residenza di Eurosia Fabris.
Il 13 settembre 2009, l'allora vescovo di Vicenza mons. Cesare Nosiglia l'ha proclamata “Patrona dei Catechisti”.
"MOTU PROPRIO" CON IL QUALE BENEDETTO XVI DÀ MANDATO APOSTOLICO ALLA BEATIFICAZIONE:
LITTERAE APOSTOLICAE QUIBUS SUMMUS PONTIFEX RETTULIT IN ALBUM BEATORUM SERVAM DEI Eurosiam Fabris
Nos, vota Fratris Nostri Caesaris Nosiglia, Archiepiscopi Vicentini, necnon plurimorum aliorum Fratrum in Episcopatu multorumque christifidelium explentes, de Congregationis de Causis Sanctorum consulto, Auctoritate Nostra Apostolica facultatem facimus ut Venerabilis Serva Dei Eurosia Fabris Barban Beatae nomine in posterum appelletur, eiusque festum die nona Ianuarii in locis et modis iure statutis quotannis celebrari possit.
In nomine Patris et Filii et Spiritus Sancti. Amen.
Datum Romæ, apud Sanctum Petrum, die quarta mensis Novembris, anno Domini bis millesimo quinto, Pontificatus Nostri primo.
BENEDICTUS PP. XVI.
Memoria liturgica il 9 gennaio.

## Miracolo attribuito alla Beata Eurosia
Anita Casonato nacque il 10 settembre 1922 a Vicenza. All'età di 22 anni si presenta una sintomatologia con tosse, febbre elevata, anoressia, astenia. Fu subito ricoverata nell'ospedale di Sandrigo per 45 giorni e la diagnosi fu: "adenopatia tracheobronchiale"; fu curata con iniezioni di calcio, sulfamidici e analettici e quindi dimessa. Rientrata a casa, la paziente presentava ancora febbre, anoressia, astenia, tosse, dispnea per cui fu affidata alle cure del dott. Vito Corain che all'esame obiettivo notò la presenza di un versamento pleurico a sinistra, confermato poi da un esame radioscopico (8 luglio 1944). Le fu praticato dal dottor Corain una pneumotoracentesi ad ambedue gli emitoraci, prelevando un litro di liquido di colore giallo citrino con reazione di rivalsa positiva. La prognosi pertanto era sfavorevole e le cure inefficaci. Nonostante la toracentesi, si era presentato un notevole versamento addominale per cui il dott. Corain era alquanto preoccupato. Egli visitò la paziente tutti i giorni fino al 30 novembre senza alcuna prevedibile guarigione. Alle ore 7 del primo dicembre 1944 il dottor Corain trovò l'addome dell'ammalata migliorato per cui non ritenne opportuno intervenire. In pochi giorni le condizioni generali della giovane tornarono alla normalità: i liquidi pleurici addominali si erano assorbiti, scomparve la febbre, per cui il caso fu ritenuto umanamente inspiegabile. La donna rimase ancora a riposo completo solo per qualche giorno, per precauzione, e poi si alzò e si recò in chiesa da sola per ringraziare il Signore. Dalle notizie ricavate dal Summarium si evince la presenza di adenopatie mediastiniche con versamento pleurico bilaterale e addominale, si può quindi ipotizzare che Anita Casonato sia stata affetta da una patologia polisierositica di natura specifica post primaria, durata circa sette mesi e che in assenza di cure specifiche non idonee all'epoca, sia migliorata improvvisamente con scomparsa completa di qualunque sintomatologia e nel corso di una settimana sia ritornata in pieno benessere, senza postumi.

## Date importanti per ricordare Mamma Rosa
- 9 gennaio: memoria liturgica.
- 5 maggio: anniversario del suo matrimonio.
- 27 settembre: suo compleanno.
- 6 novembre: anniversario della Beatificazione.

## La devozione a Mamma Rosa
La devozione a Mamma Rosa, attualmente sta diffondendosi in vari paesi e città d'Italia. Ma anche oltre i confini italiani: Stati Uniti, Filippine, Brasile, Togo... A Marola, di domenica, come anche nei giorni feriali, non di rado si vedono giovani sposi, alcuni con il “fiocco”, segno di nuova vita, entrare in chiesa per far visita alla tomba della beata e ringraziarla per il dono dei figli. Eurosia iscritta al terzo ordine francescano già nel 1916, attira anche oggi numerosi iscritti all'OFS. La sua testimonianza di sposa e madre è preziosa nelle attuali situazioni o problematiche di coppia o nelle famiglie. Non da ultimo la Beata con la sua esperienza, come anche con quella dei suoi figli ha qualcosa da dire anche in campo vocazionale.